# Кильбург
Кильбург (нім. Kyllburg) — місто в Німеччині, розташоване в землі Рейнланд-Пфальц. Входить до складу району Бітбург-Прюм. Складова частина об'єднання громад Бітбургер-Ланд.
Площа — 4,62 км2. Населення становить 935 ос. (станом на 31 грудня 2020).

## Галерея

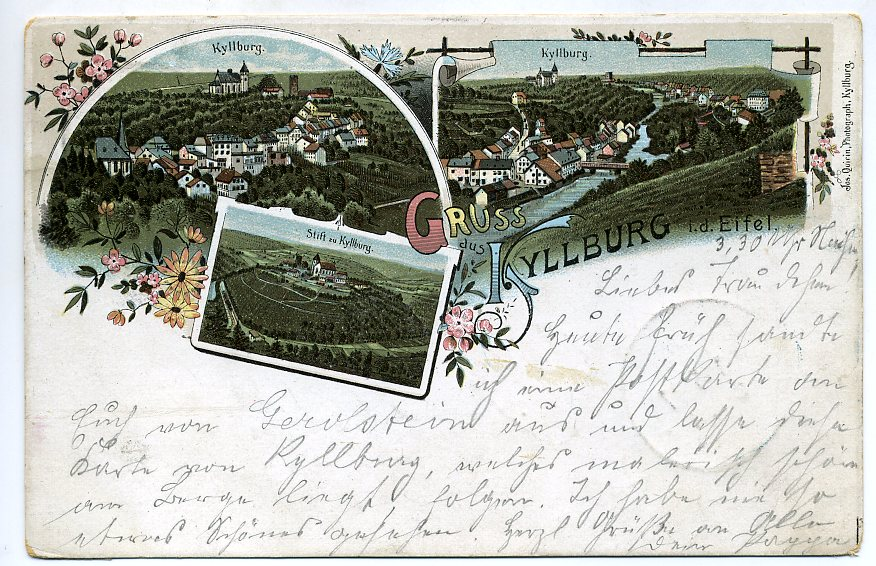
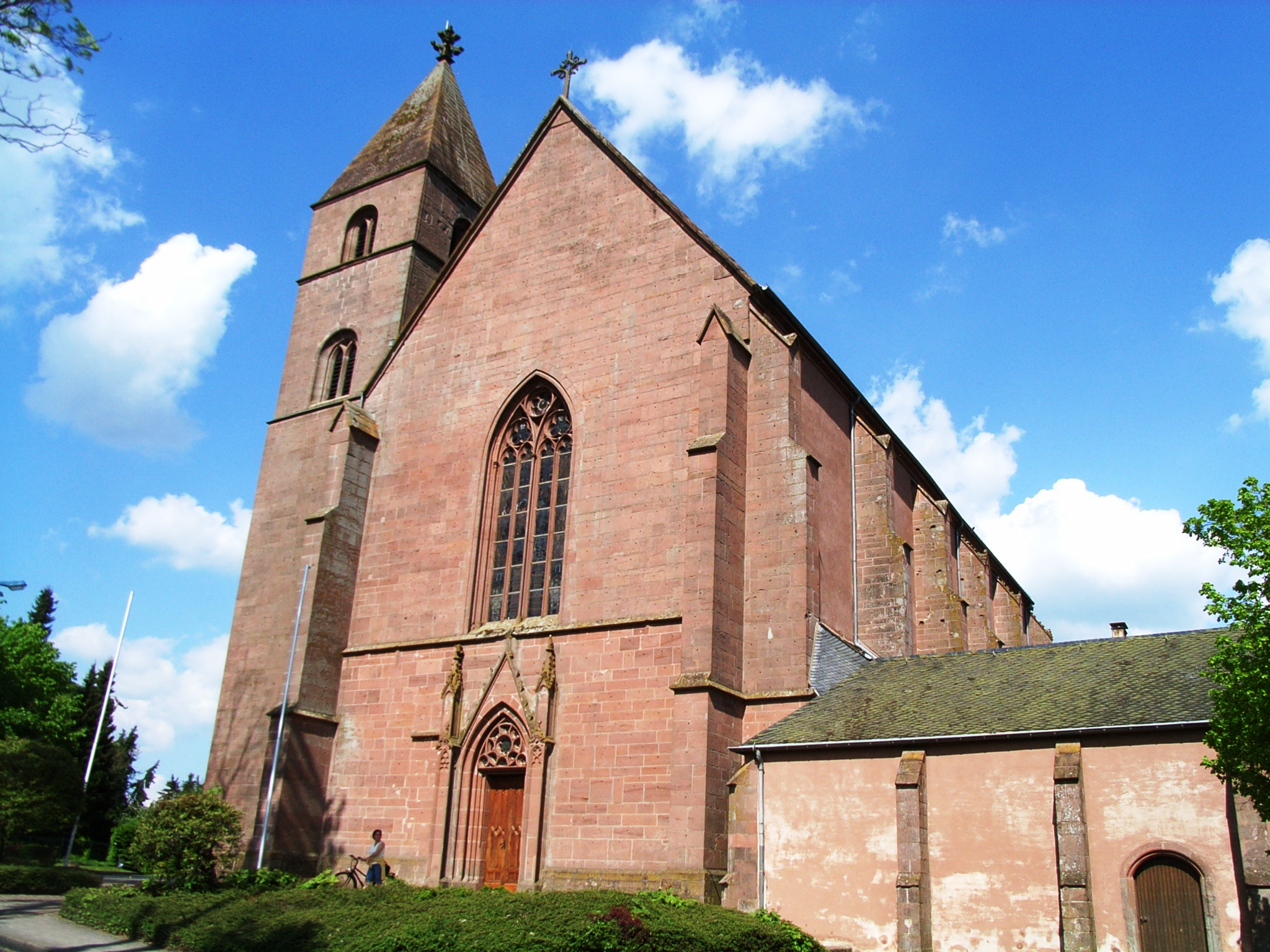
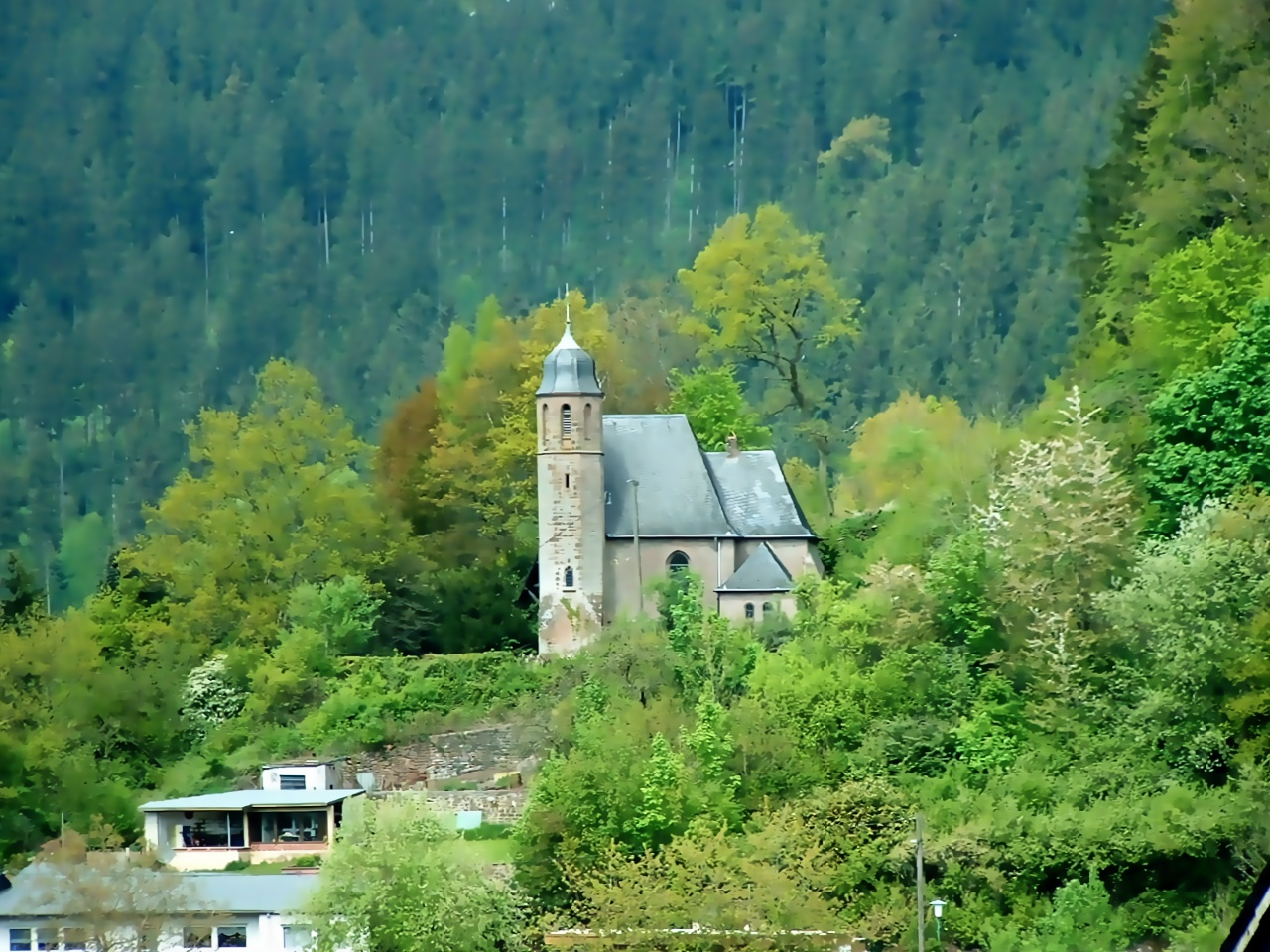
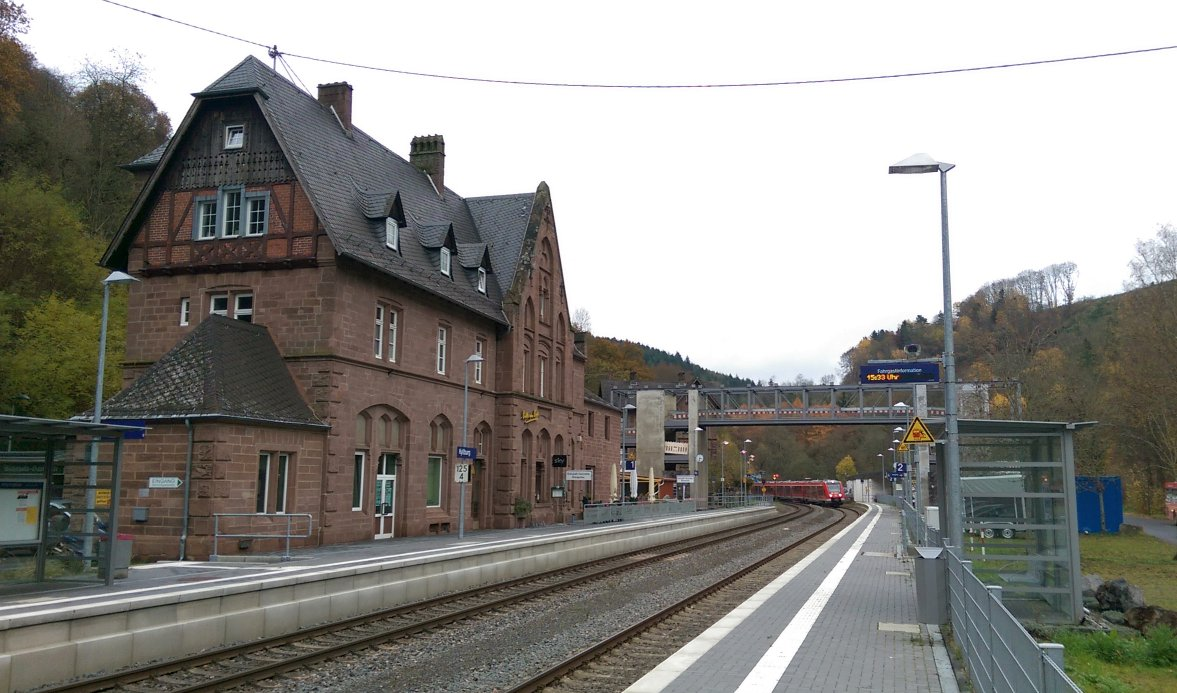
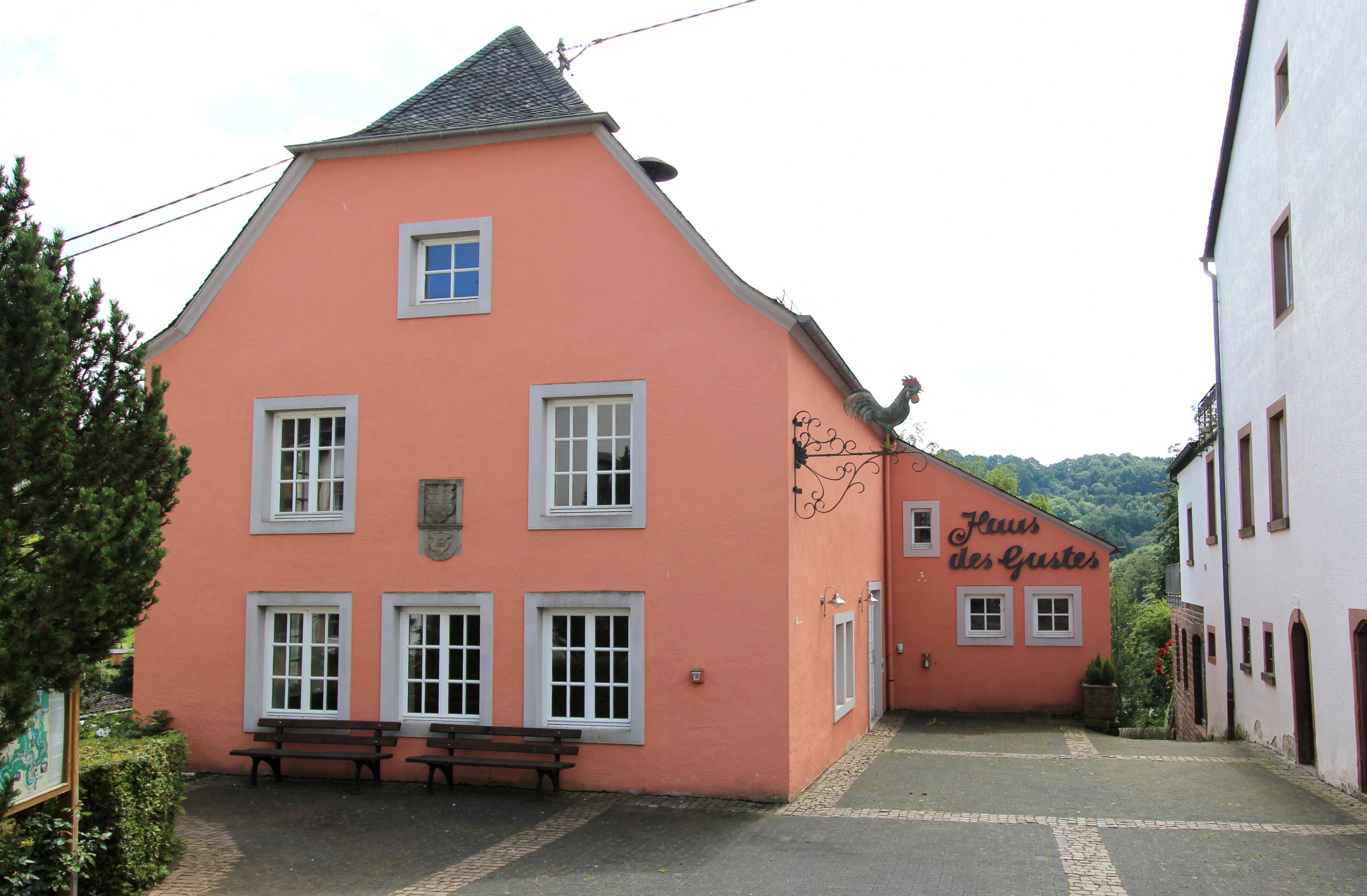